# Karlholmsbruk
Karlholmsbruk – miejscowość (tätort) w Szwecji, w regionie administracyjnym (län) Uppsala, w gminie Tierp.
Według danych Szwedzkiego Urzędu Statystycznego liczba ludności wyniosła: 1193 (31 grudnia 2015), 1235 (31 grudnia 2018) i 1258 (31 grudnia 2019).